# 圣彼得堡悖论
圣彼得堡悖论（St. Petersburg paradox）是决策论中的一个悖论，由尼古拉一世·伯努利于1713年提出。1738年，丹尼尔·伯努利以效用理論來解答這個問題，因此形成預期效用理論。

## 問題內容
1730年代，数学家丹尼尔·伯努利的堂兄尼古拉一世·伯努利，在致法國數學家皮耶·黑蒙·德蒙馬特的信件中，提出一个問题：
有一個「掷硬币擲到正面為止」的賭局，第一次掷出正面，就給你1元。第一次掷出反面，那就要再掷一次，若第二次掷的是正面，你便赚2元。若第二次掷出反面，那就要掷第三次，若第三次掷的是正面，你便赚2*2元……如此类推，一直擲到正面為止。你可能掷一次，賭局便结束，也可能反复一直掷，掷個没完没了。问题是，你最多肯付多少钱参加这个賭局？

你最多肯付的钱应等于该游戏的期望值：
{\displaystyle E={\frac {1}{2}}\cdot 1+{\frac {1}{4}}\cdot 2+{\frac {1}{8}}\cdot 4+{\frac {1}{16}}\cdot 8+\cdots }
{\displaystyle ={\frac {1}{2}}+{\frac {1}{2}}+{\frac {1}{2}}+{\frac {1}{2}}+\cdots }
{\displaystyle =\sum _{k=1}^{\infty }{1 \over 2}=\infty }

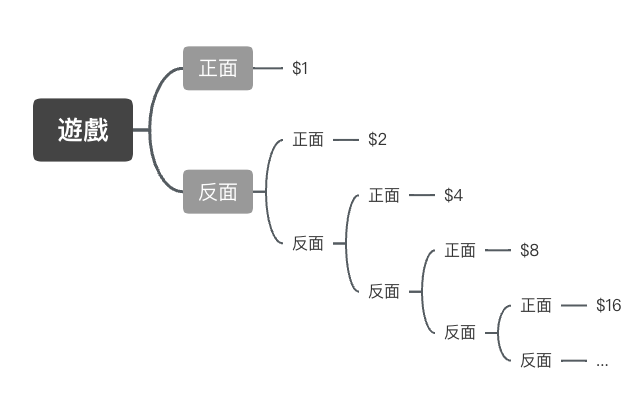
聖彼得堡遊戲

这个賭局的期望值是无限大，即你最多肯付出无限的金钱去参加这个游戏。但是，你更可能只赚到1元，或者2元，或者4元等，而不可能賺到无限的金錢。那你为什么肯付出无限的金钱参加賭局呢？
如果限定最多可以擲100次（100次都是反面，就不給你錢了），則期望值為50元，但是一般人都不願意真的付50元去參加這個賭局。

## 实验的论文解释
丹尼尔·伯努利在1738年的论文里，对这个悖论提出了解答，他以效用的概念，來挑战以金额期望值为决策标准，论文主要包括两条原理：
1. 边际效用递减原理：一个人对于财富的占有多多益善，即效用函数一阶导数大于零；随着财富的增加，满足程度的增加速度不断下降，效用函数二阶导数小于零。
2. 最大效用原理：在风险和不确定条件下，个人的决策行为准则是为了获得最大期望效用值而非最大期望金额值。